# 혼다 제이드

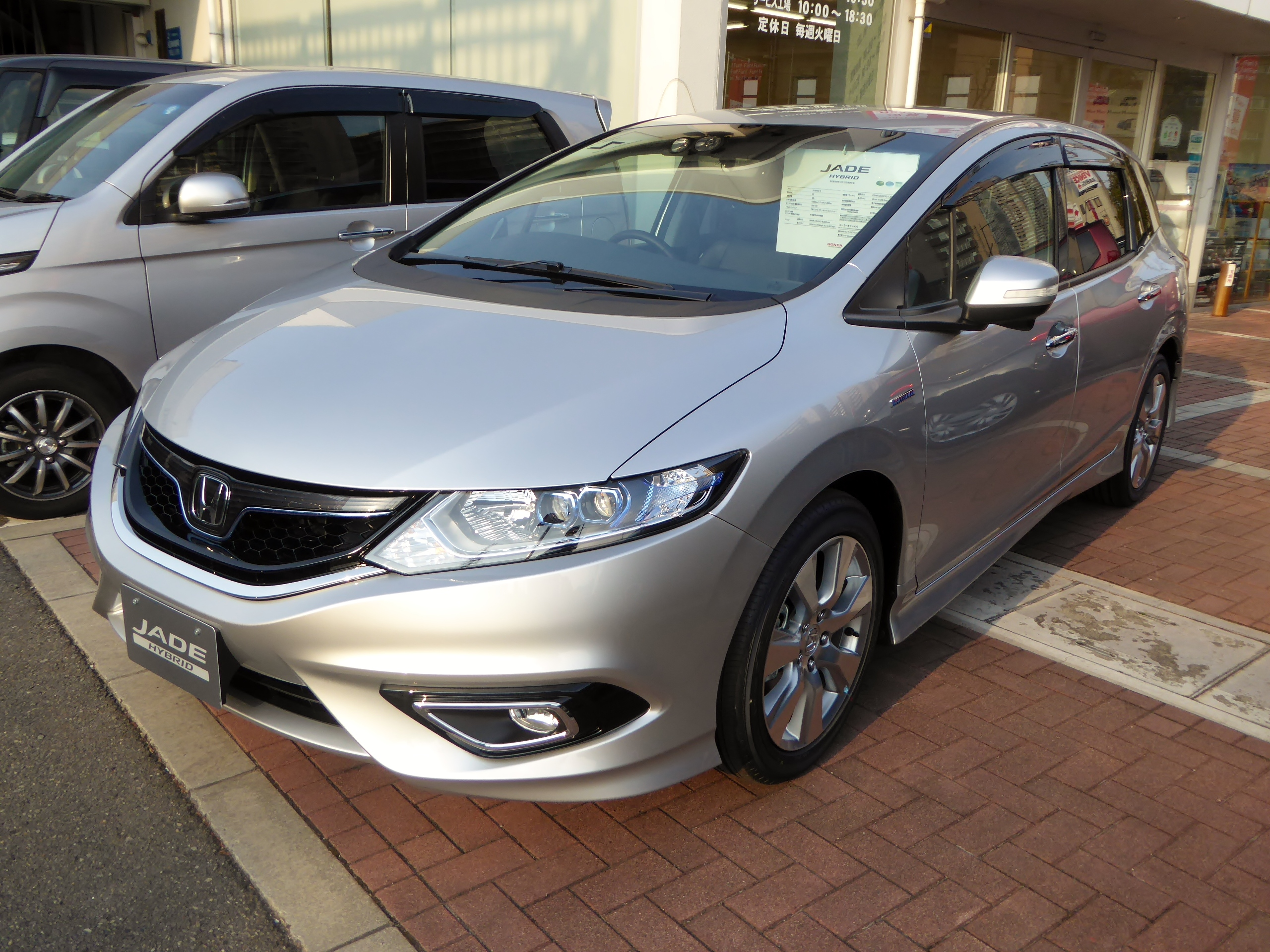
혼다 제이드 하이브리드 정측면

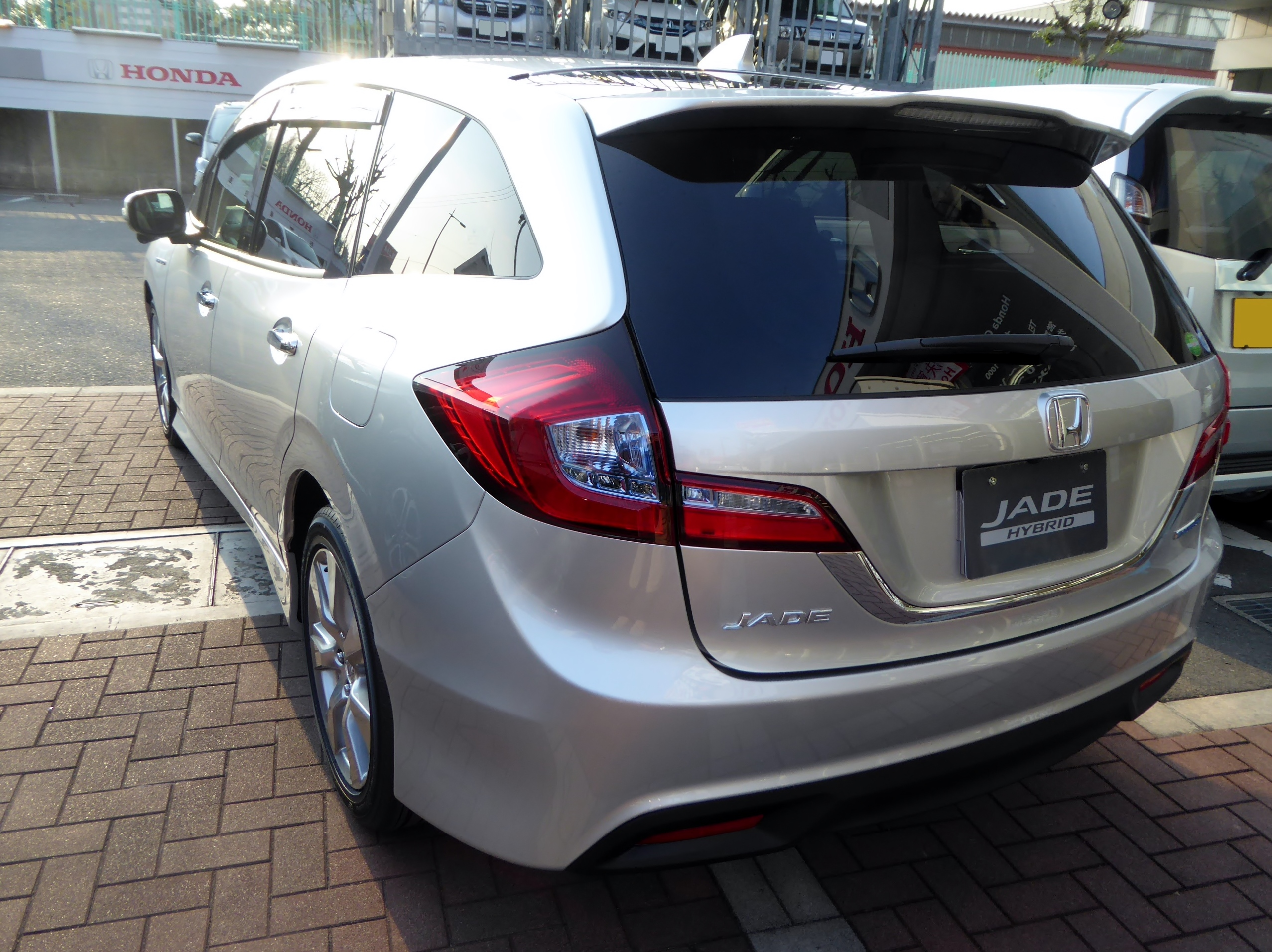
혼다 제이드 하이브리드 후측면

혼다 제이드(Honda Jade)는 혼다 기연 공업이 제조한 컴팩트 MPV이다. 시빅을 기반으로 만들었으며, 시트 배열은 5인승이거나 4+2의 형태를 가진다. 중화인민공화국에서 먼저 판매를 시작하였고, 이후 하이브리드 사양은 2015년에 일본에서 판매가 시작되어 스트림 단종 후의 빈 자리를 채우게 되었다. 시트 배열은 2+2+2의 6인승이다. 하이브리드 사양은 1.5ℓ i-VTEC+i-DCD 엔진, 가솔린 사양은 1.5ℓ VTEC 터보 엔진이 적용된다.
2016년에 오토 광저우를 통해서 페이스 리프트 모델이 공개됐다. 2018년 5월 17일에 일본에서도 페이스 리프트를 감행했다. 그러나 지속적인 판매 부진을 이유로 2020년 6월에는 중화인민공화국에서 먼저 생산 및 판매가 중단됐고, 7월에는 일본 내수용도 생산 및 판매가 중단된 것을 끝으로 후속 차종 없이 단종됐다.